# Zone of the Enders
Zone of the Enders (яп. ゾーン　オブ　エンダーズ Дзо̄н обу Энда̄дзу) — компьютерная игра в жанре action, разработанная KCEJ West и изданная Konami для PlayStation 2. В ней игрок, управляя мехой, должен уничтожать роботов-противников и боссов, продвигаясь тем самым по сюжету. В комплект к ZOE поставлялась демонстрационная версия игры Metal Gear Solid 2: Sons of Liberty.
Игра была положительно воспринята критиками, но они отмечают однообразие игрового процесса и плохой сюжет, в особенности в сравнении с MGS2. О графическом исполнении ZOE многие обозреватели пишут, что оно неплохое, но хуже, чем в демо-версии MGS2.
В 2012 году вышло переиздание под названием Zone of the Enders HD Collection на платформах PlayStation 3 и Xbox 360, содержащее в себе как первую часть серии, так и Zone of the Enders: The 2nd Runner. В комплекте с ним шла демо-версия Metal Gear Rising: Revengeance. HD Collection была положительно воспринята критиками, хотя и версия для PS3 получила не лучшую оптимизацию. При этом при сравнении двух игр многие обозреватели сошлись во мнении, что, когда вторая часть серии играется относительно современно, первая Zone of the Enders к выходу переиздания сильно устарела.

## Восприятие
| Сводный рейтинг       | Сводный рейтинг |
| Агрегатор             | Оценка          |
| --------------------- | --------------- |
| GameRankings          | 77,14 %         |
| Metacritic            | 78/100          |
| Иноязычные издания    |                 |
| Издание               | Оценка          |
| EGM                   | 7,5/10          |
| GamePro               | 4,0/5           |
| GameRevolution        | B-              |
| GameSpot              | 7,4/10          |
| GameSpy               | 75/100          |
| GameZone              | 6/10            |
| IGN                   | 7,5/10          |
| Maxim                 | [ 13 ]          |
| PSM                   | 8/10            |
| Русскоязычные издания |                 |
| Издание               | Оценка          |
| «Страна игр»          | 7,3/10          |

| Сводный рейтинг       | Сводный рейтинг | Сводный рейтинг | Сводный рейтинг |
| Издание               | Оценка          | Оценка          | Оценка          |
| Издание               | Общая           | PS3             | Xbox 360        |
| --------------------- | --------------- | --------------- | --------------- |
| GameRankings          | N/A             | 73,21 %         | 75,47 %         |
| Metacritic            | N/A             | 73/100          | 75/100          |
| Иноязычные издания    |                 |                 |                 |
| Издание               | Оценка          | Оценка          | Оценка          |
| Издание               | Общая           | PS3             | Xbox 360        |
| Destructoid           | N/A             | N/A             | 8/10            |
| GameSpot              | N/A             | 5,5/10          | 6/10            |
| IGN                   | 7/10            | N/A             | N/A             |
| OXM                   | N/A             | N/A             | 8/10            |
| Play (UK)             | N/A             | 81 %            | N/A             |
| OPM (UK)              | N/A             | 7/10            | N/A             |
| Русскоязычные издания |                 |                 |                 |
| Издание               | Оценка          | Оценка          | Оценка          |
| Издание               | Общая           | PS3             | Xbox 360        |
| «Канобу»              | N/A             | 8,0/10          | N/A             |

Согласно агрегатору рецензий Metacritic, Zone of the Enders получила «в основном положительные отзывы» от критиков. Че Чу из Electronic Gaming Monthly пишет, что, кроме графики и управления, ZOE ничем не выделяется среди других игр, при этом отдельно отмечает: «В ZOE представлен один из самых надоедливых персонажей за всю историю». В конце своего обзора Че добавляет, что игра имела большой потенциал, из-за чего ему особенно противны её слабые стороны. Шейн Саттерфилд из GameSpot пишет: «Первые несколько часов ZOE является игрой класса A, но, из-за летаргического геймплея, изумление [игрой] смещается в апатией». Андрей Алупи из GameSpy считает, что игра могла бы иметь большую глубину и вариативность, а также лучшую графику, не уступающую «другому диску из упаковки». «Tokoya» из 100% Indepedent PlayStation Magazine пишет, что одними из основных проблем ZOE являются малое разнообразие и глубина некоторых элементов игрового процесса и отсутствие нарратива вне завязки и концовки, однако они не делают Zone of the Enders плохой игрой. Сергей Овчинников из «Страны игр» отмечает, что игра имеет все основания, чтобы стать хитом, но является недоделанной. Он хвалит игру за графическое и звуковое оформление, но критикует однообразный геймплей.

### Переиздание
Согласно Metacritic, Zone of the Enders HD Collection получила «смешанные отзывы» на PlayStation 3 и «в основном положительные отзывы» на Xbox 360. Бретт Зайдлер из Destructoid пишет, что ZOE была отлично перенесена на Xbox 360, хотя и есть некоторые проблемы с производительностью на PS3. Митч Дайер из IGN отмечает, что, хоть обе ZOE являются интересными играми, The 2nd Runner «без сомнения держится лучше, чем первая игра в серии». Редакция журнала Official Xbox Magazine ожидала от переиздания лишь «ностальгическое путешествие» с устаревшими элементами, однако, по её мнению, «эти игры всё ещё фантастические». Люк Олбиджес из Play пишет, что ZOE ощущается как «меха аниме из 80-х, выдернутое прямо из VHS проигрывателя», в то время как вторая часть ощущается «как будто вышла в последние пару лет». Фил Иуэниэк из британской версии журнала Official PlayStation Magazine отмечает потерю фреймрейта в сражениях с участием множества мех. «Канобу» пишет о том, что первая часть несколько портит HD Collection, но The 2nd Runner «даже сегодня смотрится современно и просто круто».

## Комментарии и примечания

### Комментарии
1. ↑  Игровые обозреватели применяют различные сокращения названия игры: ZOE, Z.O.E или Z.O.E..
2. ↑  Подразумевается демо-версия Metal Gear Solid 2.